# Ninja Sarasalo
Ninja Bettina Elisabeth Sarasalo-Tamura (Helsinki, 8 maggio 1982) è una cantante finlandese.

## Biografia
Ninja Sarasalo ha iniziato la sua carriera come modella nei primi anni 2000, posando, fra gli altri, per Jean-Paul Gaultier e comparendo nelle riviste Elle, GQ e Vogue.
Nel 2006 ha avviato la sua carriera musicale con il singolo Fashion, che ha raggiunto la vetta della Suomen virallinen lista. Il singolo successivo, Hush Hush, ha avuto fortuna in Svezia ed è arrivato all'11º posto della Sverigetopplistan, mentre il terzo singolo, Champagne, si è piazzato 11º nella classifica finlandese. I tre brani sono contenuti nell'album di debutto del 2007 della cantante, I Don't Play Guitar.
Il 15 febbraio 2008 la cantante ha preso parte alla seconda semifinale di Euroviisut, il programma di selezione del rappresentante finlandese per l'Eurovision Song Contest, presentando il brano Battlefield of Love, ma non si è qualificata per la finale. Abbandonata la carriera musicale, Ninja Sarasalo ha studiato per diventare istruttrice di yoga.

## Discografia

### Album in studio
- 2007 – I Don't Play Guitar

### Singoli
- 2006 – Fashion
- 2006 – Hush Hush
- 2007 – Champagne
- 2008 – Battlefield of Love